# Ceraia hemidactyla
Ceraia hemidactyla är en insektsart som först beskrevs av Rehn, J.A.G. och Morgan Hebard 1914.  Ceraia hemidactyla ingår i släktet Ceraia och familjen vårtbitare.

## Underarter
Arten delas in i följande underarter:
- C. h. hemidactyla
- C. h. stenopa